# Mam talent!
Mam talent! – polski program telewizyjny typu talent show oparty na brytyjskim formacie Got Talent emitowany na antenie telewizji TVN. Premiera programu odbyła się 13 września 2008 roku.

## Charakterystyka programu
Celem programu jest wyłonienie zwycięzcy spośród osób prezentujących swoje możliwości artystyczne, a najwyżej oceniony otrzymuje nagrodę w wysokości 300 tys. zł (w pierwszej edycji: 100 tys. euro). O innych nagrodach decyduje producent wykonawczy programu.

## Ekipa

### Jurorzy
| Juror                | Edycja | Edycja | Edycja | Edycja | Edycja | Edycja | Edycja | Edycja | Edycja | Edycja | Edycja | Edycja | Edycja | Edycja | Edycja | Edycja |
| Juror                | 1      | 2      | 3      | 4      | 5      | 6      | 7      | 8      | 9      | 10     | 11     | 12     | 13     | 14     | 15     | 16     |
| -------------------- | ------ | ------ | ------ | ------ | ------ | ------ | ------ | ------ | ------ | ------ | ------ | ------ | ------ | ------ | ------ | ------ |
| Marcin Prokop        |        |        |        |        |        |        |        |        |        |        |        |        |        |        | ●      | ●      |
| Julia Wieniawa       |        |        |        |        |        |        |        |        |        |        |        |        |        |        | ●      | ●      |
| Jan Kliment          |        |        |        |        |        |        |        |        |        |        |        |        | ●      | ●      |        |        |
| Agustin Egurrola     |        |        |        |        |        | ●      | ●      | ●      | ●      | ●      | ●      | ●      |        |        |        |        |
| Robert Kozyra        |        |        |        | ●      | ●      |        |        |        |        |        |        |        |        |        |        |        |
| Agnieszka Chylińska  | ●      | ●      | ●      | ●      | ●      | ●      | ●      | ●      | ●      | ●      | ●      | ●      | ●      | ●      | ●      | ●      |
| Małgorzata Foremniak | ●      | ●      | ●      | ●      | ●      | ●      | ●      | ●      | ●      | ●      | ●      | ●      | ●      | ●      |        |        |
| Kuba Wojewódzki      | ●      | ●      | ●      |        |        |        |        |        |        | ●      |        |        |        |        |        |        |

### Prowadzący
| Prowadzący               | Edycja | Edycja | Edycja | Edycja | Edycja | Edycja | Edycja | Edycja | Edycja | Edycja | Edycja | Edycja | Edycja | Edycja | Edycja | Edycja |
| Prowadzący               | 1      | 2      | 3      | 4      | 5      | 6      | 7      | 8      | 9      | 10     | 11     | 12     | 13     | 14     | 15     | 16     |
| ------------------------ | ------ | ------ | ------ | ------ | ------ | ------ | ------ | ------ | ------ | ------ | ------ | ------ | ------ | ------ | ------ | ------ |
| Jan Pirowski             |        |        |        |        |        |        |        |        |        |        |        |        |        |        | ●      | ●      |
| Agnieszka Woźniak-Starak |        |        |        |        |        |        |        |        |        |        |        |        |        |        | ●      | ●      |
| Michał Kempa             |        |        |        |        |        |        |        |        |        |        |        |        | ●      | ●      |        |        |
| Marcin Prokop            | ●      | ●      | ●      | ●      | ●      | ●      | ●      | ●      | ●      | ●      | ●      | ●      | ●      | ●      |        |        |
| Szymon Hołownia          | ●      | ●      | ●      | ●      | ●      | ●      | ●      | ●      | ●      | ●      | ●      | ●      |        |        |        |        |

## Emisja w telewizji
| Edycja | Odcinki      | Pierwsza emisja w telewizji (TVN) | Pierwsza emisja w telewizji (TVN) | Pierwsza emisja w telewizji (TVN) | Pierwsza emisja w telewizji (TVN)                    | Pierwsza emisja w telewizji (TVN) | Źródło        |
| Edycja | Odcinki      | Sezon                             | Premiera                          | Finał                             | Pora emisji                                          | Średnia oglądalność               | Źródło        |
| ------ | ------------ | --------------------------------- | --------------------------------- | --------------------------------- | ---------------------------------------------------- | --------------------------------- | ------------- |
| 1.     | 1–11 (11)    | jesień 2008                       | 13 września 2008                  | 29 listopada 2008                 | sobota 20.35                                         | 4,750 mln                         | [ 6 ]         |
| 2.     | 12–24 (13)   | jesień 2009                       | 12 września 2009                  | 5 grudnia 2009                    | sobota 20.35 (castingi); sobota 20.00 (odc. na żywo) | 5,395 mln                         | [ 6 ]         |
| 3.     | 25–37 (13)   | jesień 2010                       | 4 września 2010                   | 27 listopada 2010                 | sobota 20.00                                         | 5,276 mln                         | [ 6 ]         |
| 4.     | 38–50 (13)   | jesień 2011                       | 3 września 2011                   | 26 listopada 2011                 | sobota 20.00                                         | 4,262 mln                         | [ 6 ]         |
| 5.     | 51–63 (13)   | jesień 2012                       | 1 września 2012                   | 25 listopada 2012                 | sobota 20.00                                         | 3,978 mln                         | [ 6 ]         |
| 6.     | 64–76 (13)   | jesień 2013                       | 7 września 2013                   | 30 listopada 2013                 | sobota 20.00                                         | 3,167 mln                         | [ 6 ]         |
| 7.     | 77–89 (13)   | jesień 2014                       | 6 września 2014                   | 6 grudnia 2014                    | sobota 20.00                                         | 3,377 mln                         | [ 7 ]         |
| 8.     | 90–102 (13)  | jesień 2015                       | 5 września 2015                   | 28 listopada 2015                 | sobota 20.00                                         | 2,973 mln                         | [ 8 ]         |
| 9.     | 103–115 (13) | jesień 2016                       | 3 września 2016                   | 26 listopada 2016                 | sobota 20.00                                         | 3,044 mln                         | [ 9 ]         |
| 10.    | 116–128 (13) | jesień 2017                       | 9 września 2017                   | 2 grudnia 2017                    | sobota 20.00                                         | 2,897 mln                         | [ 10 ]        |
| 11.    | 129–141 (13) | jesień 2018                       | 8 września 2018                   | 1 grudnia 2018                    | sobota 20.00                                         | 2,835 mln                         | [ 11 ]        |
| 12.    | 142–154 (13) | jesień 2019                       | 7 września 2019                   | 30 listopada 2019                 | sobota 20.00                                         | 2,474 mln                         | [ 12 ]        |
| 13.    | 155–167 (13) | jesień 2021                       | 4 września 2021                   | 27 listopada 2021                 | sobota 20.00                                         | 1,861 mln                         | [ 13 ]        |
| 14.    | 168–180 (13) | jesień 2022                       | 3 września 2022                   | 26 listopada 2022                 | sobota 20.00                                         | 1,605 mln                         | [ 14 ]        |
| 15.    | 181–192 (12) | wiosna 2024                       | 2 marca 2024                      | 18 maja 2024                      | sobota 20.00                                         | 1,557 mln                         | [ 15 ]        |
| 16.    | 193–204 (12) | wiosna 2025                       | 1 marca 2025                      | 17 maja 2025                      | sobota 19.30/19.45                                   | 1,5 mln                           | [ 17 ] [ 18 ] |
| 17.    | 205–         | wiosna 2026                       | b.d                               | b.d                               | b.d                                                  | b.d                               |               |

## Zasady programu

### Eliminacje
Jesienią przed eliminacjami odbyły się castingi wstępne (bez transmisji TV), które decydowały o zakwalifikowaniu uczestników do właściwych prezentacji przed jurorami, publicznością i kamerami. W drugim etapie przeprowadzonym latem w pięciu miastach Polski (w Katowicach, Gdańsku, Poznaniu, Wrocławiu i Warszawie), zaprezentowało się około czterech tysięcy wykonawców. Jury zakwalifikowało do następnego etapu 130. Decyzje jury zapadają poprzez wyrażenie akceptacji lub wydanie oceny negatywnej. Aby uczestnik został zakwalifikowany do kolejnego etapu konkursu, przynajmniej dwóch jurorów musi być "na tak". Jeśli któryś z jurorów uważa występ uczestnika za nieudany, naciska przycisk, który włącza czerwony krzyżyk (3 krzyżyki oznaczają koniec występu). Spośród 130 osób jury wybrało najlepszą czterdziestkę, która przeszła do półfinałów. Od 7. edycji został wprowadzony (tak jak w angielskiej wersji show) „złoty przycisk”. Każdy juror (albo prowadzący) podczas wszystkich castingów może wcisnąć go 1 raz, a uczestnik automatycznie przechodzi do półfinału.

### Półfinały
Uczestnicy półfinałów (od 1. do 12. edycji – pięciu, od 13. edycji – czterech) prezentują się na scenie w programach na żywo, przed jury w niezmienionym składzie, kamerami TV i publicznością. W każdym występuje po osiem osób/grup (w 13. edycji po 10 osób/grup) z wybranej „40”. Jurorzy oceniają w ten sam sposób jak dotychczas, jednak na tym etapie decyzję o przejściu uczestnika do kolejnej fazy programu podejmują widzowie, dzwoniąc lub wysyłając SMS na swojego faworyta. W 12. edycji widzowie mogli także głosować za pośrednictwem strony internetowej decyduj.online. Uczestnik, który otrzyma najwięcej głosów, przechodzi do finału, a spośród dwóch uczestników, którzy w ocenie widzów zajęli drugie i trzecie miejsce, członkowie jury głosują na swojego faworyta. Osoba z większą liczbą głosów od jury również przechodzi do finału. Od 13. edycji funkcjonuje Platynowy przycisk, dzięki któremu jedna osoba/grupa, wybrana przez jury w czasie półfinałów na żywo dostanie się bezpośrednio do finału. Kolejną nowością jest tzw. Dzika karta, przepustka do finału; otrzyma ją osoba/grupa, która zdobyła spośród uczestników, którzy odpadli w czasie dogrywki jury w półfinałach największą liczbę głosów w głosowaniu telewidzów.

### Finał
W finale bierze udział dziesięciu uczestników, po dwóch z każdego półfinału. Ocena występów jest taka sama, jak w półfinale, ale inny jest sposób wyłonienia zwycięzcy. Najpierw w kolejności przypadkowej czytane są nazwiska/nazwy grup, które zajęły trzy pierwsze miejsca, a następnie podawane jest nazwisko osoby, która zajęła trzecie miejsce. Na końcu prowadzący informują widzów o zwycięzcy, któremu wręczają czek na 300 000 zł (100 000 zł dla wicemistrza zostaje wręczone po programie). Po ceremonii nagradzania zwycięzca ponownie prezentuje swój występ.

## Aplikacja mobilna
Podczas 7., 8. i 9. edycji programu aktywna była aplikacja mobilna Mam Talent! TVN, przeznaczona na urządzenia z systemem iOS oraz Android. Podczas emisji programu widzowie mogli za jej pomocą oceniać występy castingowe (do 8. edycji również półfinałowe), odpowiadać na ankiety (np. Co robisz w czasie reklam?) lub zdobywać punkty, odpowiadając na pytania związane z odcinkiem lub historią programu.

## Wyniki

### Pierwsza edycja (2008)
| Miejsce | Osoba/Grupa                   | Talent                   |
| ------- | ----------------------------- | ------------------------ |
| 1.      | Melkart Ball                  | akrobatyka               |
| 2.      | Klaudia Kulawik               | śpiew                    |
| 3.      | AudioFeels                    | vocal play               |
| 4.      | Mateusz Ziółko                | śpiew/gra na fortepianie |
| 5.      | Krzysztof Kadela "Blady Kris" | beatbox                  |
| 6.      | Ziemowit Świtalski            | gra na fortepianie       |
| 7.      | Ewa Lewandowska               | śpiew                    |
| 8.      | Piotr Wąsik „Ssnake”          | gimnastyka               |
| 9.      | Magdalena Staszewska          | gimnastyka               |
| 10.     | Paulina Lenda                 | śpiew                    |

Półfinalistami programu byli także: Fly Cube, Druga Maryla (Sebastian Olejniczak-Brandt), Abbatio, Ziutini, Kwartet 4-te, Karol Galos, Nasty Ladies, Agnieszka Niedziałek i Taj, All Sounds Allowed, Piotr Boruta, Piotr Plichta i Karol Drzewoszewski, Kamil Dziliński, Asia Si, Piotr Bugzel, Art Factory, Klaudia Walencik, Jacek Witkowski, Flair Factory (Tomasz Małek i Marek Posłuszny), Swing Step, Elektra, Adrian „Lipskee” Lipiński, Funky Masons, Marcin „Ninja” Daszewski, Marianna „Paloma” Szaryków, Jacenty Ignatowicz, United Breaks, Filip Piestrzeniewicz, duet Orion (Irena Adamczyk i Józef Porowski), Pipes and Drums i Andrzej Maroszek.

### Druga edycja (2009)
| Miejsce | Osoba/Grupa                                       | Talent            |
| ------- | ------------------------------------------------- | ----------------- |
| 1.      | Marcin Wyrostek                                   | gra na akordeonie |
| 2.      | Marcel Legun Nikodem Legun                        | śpiew             |
| 3.      | Alexander Martinez                                | śpiew             |
| 4.      | Michał Kaczorowski „Kaczorex”                     | taniec            |
| 5.      | Jadwiga Peszko Dominika Drewniak                  | akrobatyka        |
| 6.      | Anna Teliczan                                     | śpiew             |
| 7.      | Cezary Krukowski „Kruk” Wojciech Blaszko „Blacha” | taniec/beatbox    |
| 8.      | Konrad Czarkowski „Kony”                          | lalkarstwo        |
| 9.      | Marcin Marczewski „Patenciarz”                    | pantomima         |
| 10.     | Jessica Merstein                                  | śpiew             |

Półfinalistami programu byli także: Adrianna Niewolańska, Agata Wietrzycka, Anna Gogola, Balans, C.T. Group Fresh, Cheerleaders Wrocław, DMC Crew, Dominika Turek, Duet Grzybki, Infinity Pain, Jerzy Kozłowski, Asia Smajdor i Kasia Kowalczuk, Kony Puppet Show, Krystian Herba, Krzysztof Golonka, Marcin Majewski, Marcin Połoniewicz („Pan Ząbek”), Mateusz Dembek, Molo i Frodo, Ocelot, Ocelot Szarfa, Ryszard Bazarnik, Sasza i Sergiej Koroliow, Show Bar, The Beatles Revival, The Sunday Singers, Tomasz Grdeń, Tomasz Pałasz Tap DJ, Ula Fryc, Wiktoria Katajew i Żaklina.

### Trzecia edycja (2010)
| Miejsce | Osoba/Grupa                    | Talent                   |
| ------- | ------------------------------ | ------------------------ |
| 1.      | Magdalena Welc                 | śpiew                    |
| 2.      | Kamil Bednarek                 | śpiew                    |
| 3.      | Piotr Lisiecki                 | śpiew/gra na gitarze     |
| 4.      | Me Myself And I                | tercet wokalny           |
| 5.      | Sabina Jeszka                  | śpiew                    |
| 6.      | Paweł Ejzenberg                | śpiew/gra na fortepianie |
| 7.      | Patrycja Malinowska            | śpiew                    |
| 8.      | Katarzyna Sochacka             | śpiew                    |
| 9.      | UDS                            | taniec                   |
| 10.     | Anna Miadzielec Jacek Tarczyło | taniec sportowy          |

Półfinalistami programu byli także: Kwartet Bacewicz, Polska Cher, Diverso, Emitels Brass, Enzym, Flexi, Michał Grobelny, Jędrzej Indebski, Iskierka, Sławomir Jenerowicz, Kamil i Krystian Kłeczkowie, Korolev Family, Maciej Kozłowski, Emil Kuśmirek, Leila, Adam Machalica, Ibrahim Mahmoud, Mocha, Kamila Mrozik, Paweł Paprocki, The Prisoners, Saavedra, Shock Dance, Damian Skoczyk, Gosia Staszewska, Kabaret Tenor, Mirosław Tyznar, Jim Williams, Krakowska Szkoła Wushu i Grupa Yclan.

### Czwarta edycja (2011)
| Miejsce | Osoba/Grupa       | Talent                  |
| ------- | ----------------- | ----------------------- |
| 1.      | Kacper Sikora     | śpiew                   |
| 2.      | Piotr Karpienia   | śpiew/gra na gitarze    |
| 3.      | Marta Podulka     | śpiew                   |
| 4.      | Marcin Muszyński  | iluzja                  |
| 5.      | Tomasz Piotrowski | żonglerka poikami       |
| 6.      | Mira Art          | akrobatyka              |
| 7.      | Anna Dudek        | śpiew                   |
| 8.      | Sound’n’Grace     | chór                    |
| 9.      | Lena Romul        | śpiew/gra na saksofonie |
| 10.     | Olaf Bressa       | śpiew                   |

Półfinalistami programu byli także: Beata Rozmanowska, Black Devils, Daria Zawiałow, Dawid Ciesielski, DPS Kollektiv, Funk Rockass, HD Dance Studio, Inka Kalaczewska, Jakub Sikora, Jessica Anna Nowak, Joanna Wnęk i Paulina Krzek, Kamil Skicki, Kinga Hornik, Krzysztof Riewold, Kuba Jaźwiecki, Kuba Nycz, Kung Fu Dynamic, Maciej Sikorski, Magdalena Lechowska, Magdalena Sztencel, Natalia Baj, Nofiltrato, Paulina Bielecka, Rafał Mulka, Siemianowicka Orkiestra Rozrywkowa, Spoko, Tomasz Nieradzik, Tomasz „Barney” Piotrowski, VIP 54, White Slide i Wroclove Saxophone Quartet.

### Piąta edycja (2012)
| Miejsce | Osoba/Grupa                               | Talent                  |
| ------- | ----------------------------------------- | ----------------------- |
| 1.      | Delfina Przeszłowska Bartosz Byjoś        | akrobatyka              |
| 2.      | Paweł Mazur "Pitzo" Karol Polak "Polssky" | taniec                  |
| 3.      | Anna Filipowska                           | akrobatyka              |
| 4.      | Trio ETC Rzeszów                          | akrobatyka              |
| 5.      | Marcin Kowalczyk                          | układanie kostki Rubika |
| 6.      | Duet Elita                                | taniec                  |
| 7.      | Recycling Band                            | orkiestra               |
| 8.      | Bartłomiej Grzanek                        | śpiew/gra na gitarze    |
| 9.      | MultiVisual                               | kuglarstwo              |
| 10.     | Kinga Skiba                               | śpiew                   |

Półfinalistami programu byli także: Volare, The Swing Alliance, Betty Q, Maciej Astramowicz, Marcin Dudycz, Aleksandra Kuśmider, Michał Ostrowski, Red Heels, Paweł Stępień, Zaklepotani, Michał Zator, Maciej Dzięgielewski, JumpStyle Team, Drumbastic, Tess, Dawid Bryniarski, Taekwondo Rapid Śrem, Agata Dziarmagowska, Gwardia Gryfa, Aleksandra Kuśmider, Karolina Banaszek, Fundacja Ocelot, Aleksandra Borak, Patryk Rybarski, Maciej Astramowicz, Magda Gawara, Maja Koman, Anna Polowczyk, Marcin Tylkowski, Dawid „Deyv” Rajfur i Break Box.

### Szósta edycja (2013)
| Miejsce | Osoba/Grupa        | Talent             |
| ------- | ------------------ | ------------------ |
| 1.      | Tetiana Halicyna   | malowanie piaskiem |
| 2.      | Tekla Klebetnica   | zespół muzyczny    |
| 3.      | Santiago Gil       | taniec             |
| 4.      | Fireflies          | teatr cieni        |
| 5.      | Marcel Ołubek      | triki z jojo       |
| 6.      | Diana Staniszewska | taniec             |
| 7.      | Kinga Zdybel       | śpiew              |
| 8.      | Marek Born         | żonglerka piłkami  |
| 9.      | Agnieszka Marczak  | gimnastyka         |
| 10.     | Tomasz Kabis       | iluzja             |

Półfinalistami programu byli także: Kuba Anusiewicz, Artyści, Mimello, Boso, Dominik Chmurski, Diana Ciecierska, Gospel Joy, Inka i Karolina, Diana John, Kabaret Świerszczychrząszcz, Roksana Kostyra, Michał Koziołek, M&Ms, Magda i Wojtek, Marek Piowczyk Trio, Krystian Minda, Mulemba, NRS, Volodymyr Omelchenko, Patman Crew, Paweł Piekarski, Paula Pilarska, Rycerska Kadra Polski, Wojtek Schmach, Sihir Stars, Anna Sobera, SteamLove, Sztewite Sound, Temptation, The Toobes i Piotr Waśkowski.

### Siódma edycja (2014)
| Miejsce | Osoba/Grupa                    | Talent                 |
| ------- | ------------------------------ | ---------------------- |
| 1.      | Adrian Makar                   | śpiew                  |
| 2.      | Berenika Nienadowska           | pole dance             |
| 3.      | Mateusz Guzowski               | śpiew                  |
| 4.      | Łukasz Świrk                   | gimnastyka siłowa      |
| 5.      | Lowzar                         | taniec                 |
| 6.      | Alter Trio                     | akrobatyka             |
| 7.      | Julia Olędzka                  | śpiew                  |
| 8.      | Acroart                        | akrobatyka             |
| 9.      | Adrian Lipiński "Lipskee"      | taniec                 |
| 10.     | Krzysztof Kałużny Jan Przybysz | pokaz modeli samolotów |

Półfinalistami programu byli także, m.in.: Alter Trio, Barbie Boom, Rozi, Bucket Guys, Calipso, Cyrkland Kobra, Krzysztof Drabik, Czubek Bands, F.O.U.R.S. Collective, Kuba i Sabina, Mateusz Kufel Kofi, Lekko Pijani, The Shoot, Martyna „Jamajka” Majak, Isabell Otrębus-Larsson, Oyama Karate, Patchman Crew, Anna Patrys, Pielgrzym, Pin Up Candy, Iza Płóciennik, Punto Latino, Red Pot, Stowarzyszenie Parkur Białystok, Szał, Michał Szuba, Miguel Boot, Grotesque, Teatr Czarnego Tła, Top Toys, Julian Waglewski i Fucker.

### Ósma edycja (2015)
| Miejsce | Osoba/Grupa             | Talent         |
| ------- | ----------------------- | -------------- |
| 1.      | Aleksandra Kiedrowicz   | akrobatyka     |
| 2.      | ACRO Team Silesia       | akrobatyka     |
| 3.      | Kamil Czeszel           | śpiew          |
| 4.      | Vlodyr                  | speed painting |
| 5.      | Liliana Iżyk            | śpiew          |
| 6.      | Anne Kot                | pole dance     |
| 7.      | Natalia Capelik-Muianga | śpiew          |
| 8.      | Maciej Mołdoch          | taniec         |
| 9.      | Jakub Mozgawa           | triki z jojo   |
| 10.     | Kosma Wysokiński        | taniec         |

### Dziewiąta edycja (2016)
| Miejsce | Osoba/Grupa              | Talent          |
| ------- | ------------------------ | --------------- |
| 1.      | Jakub Herfort            | śpiew           |
| 2.      | Acrodreams               | akrobatyka      |
| 3.      | Kapela Ciupaga           | zespół muzyczny |
| 4.      | Adrian Pruski "Just Edi" | iluzja          |
| 5.      | Wolf Gang                | taniec          |
| 6.      | Mateusz Laskowski        | rap             |
| 7.      | Marcelina Joo Robert Joo | akrobatyka      |
| 8.      | NBDS Team                | taniec          |
| 9.      | Aleksandra Bednarz       | pole dance      |
| 10.     | Daria Kowolik            | śpiew           |

Półfinalistami programu byli także: Andrzej Adamczyk, Dawid „Aryman” Świstek, Ayman Shmshown, Barbara i Dave, Cezary Borowik, Dynasty Workout, Emilia Rudnicka, ETC Mystique, Hally i Savanah Country, Ismen, Kinga Strączek, Klezmafour, Leon Voci, Love Art, Maciej Partyka, Maksymilian Rogowski, Martyna Ciok, Michał Stochel, Mushegh Khachatryan, Paulina Oporska, Paweł Adamejtis, R-Style, Salshall Ortodox, Sebastian Frodyma, Sienna Singers, Stiv i Loren, V2, Who If Not You, Willy Colombaioni i Youri Gregoire.

### Dziesiąta edycja (2017)
| Miejsce | Osoba/Grupa      | Talent                     |
| ------- | ---------------- | -------------------------- |
| 1.      | Lukas Gogol      | gra na akordeonie          |
| 2.      | Refat Abdułłajew | taniec                     |
| 3.      | Łukasz Świrk     | akrobatyka                 |
| 4.      | Piotr Denisiuk   | iluzja                     |
| 5.      | Luzik 1          | taniec                     |
| 6.      | Magdalena Andres | śpiew                      |
| 7.      | Bracia Kłeczek   | akrobatyka na trampolinach |
| 8.      | Julia Kucemba    | układanie kubeczków        |
| 9.      | Anna Bębenek     | śpiew                      |
| 10.     | Inna Biliaieva   | pokaz baniek mydlanych     |

### Jedenasta edycja (2018)
| Miejsce | Osoba/Grupa                      | Talent                  |
| ------- | -------------------------------- | ----------------------- |
| 1.      | Duo Destiny                      | adagio akrobatyczne     |
| 2.      | Emilia Nowak                     | śpiew                   |
| 3.      | Patryk Niekłań                   | akrobatyka na cyr wheel |
| 4.      | Alicja Jaruk                     | pole dance              |
| 5.      | Igor Konieczny                   | śpiew/gra na ukulele    |
| 6.      | Maria Kochańska                  | gra na hang drumie      |
| 7.      | Wiktor Dąbrowski                 | taniec                  |
| 8.      | Katarzyna Błoch Marek Zaborowski | taniec                  |
| 9.      | Bartosz Lewandowski              | iluzja                  |
| 10.     | Arina Gabrielyan                 | śpiew/gra na gitarze    |

W półfinałach programu wystąpili także: Czarek Czaruje, Anita Hofman, Sztrymy Gang, Joryj Kłoc, Martyna Pytel, Ewa Jurkowska, GravitiArt, Karolina Majewska, Afonso Rodrigues, Anna Węklar, Reggaeside, Krystian Walczak, Miroslav Žilka, Transgresja, Lusesita i Bogdan, Szymon Urbanowicz, Piotr „Peterson” Przerada, Anna Sosińska, Red Heels Dance, Tap Bros, Crate of Wax, Damian Spętany, Karolina Szkiłądź, Dogs Of Anarchy, Ola Petrus, Red Juliette, Francois Martineau, Moow mi Janek i Monika Urbanowicz.

### Dwunasta edycja (2019)
| Miejsce | Osoba/Grupa                       | Talent                   |
| ------- | --------------------------------- | ------------------------ |
| 1.      | Maria Gawlik Julian Waglewski     | akrobatyka               |
| 2.      | Barbara Chlebisz Łukasz Trafiałek | akrobatyka powietrzna    |
| 3.      | Artur Cichuta                     | akrobatyka powietrzna    |
| 4.      | Cezary Borowik                    | taniec                   |
| 5.      | Łukasz Chwieduk                   | freestyle football       |
| 6.      | Maya Thomas                       | śpiew                    |
| 7.      | Łukasz Fraś "Luqo Art"            | kontorsjonistyka         |
| 8.      | Malwina Kowalowicz                | akrobatyka powietrzna    |
| 9.      | Jan Szynal                        | śpiew/gra na fortepianie |
| 10.     | Ana Andrzejewska                  | śpiew                    |

Półfinalistami programu byli także: Dawid „Ukeboy” Jędrusik, The Kroach, Luz 1, Krystian Herba, Maciej Kulhawik, Kamila Ganclarska, Kapela Karpati, Patryk Szczechowski, Swing Completo, Screamo-Trickz, Hybrids Crew, Axel Drop, Natalii z „Galitsyna Art Group”, Dominika Turek-Dmitriev, Julia Zarzecka, Michael Allen, Łukasz Wójcik („Otto In Spin”), Duet Acro Studio, Karolina Lenarcik i Karol Mental, Na Górze, Klaudia Jóźwiak, Team Timber, Daria i Aleksandra, Kasia Florczuk, All In Crew Mini, Jazzforacat, Bartosz „K-Essence” Księżyk, Tomasz Baran, Just Edi Show, Lusesita Farrell, Duo Infinity i Antoni Roker.

### Trzynasta edycja (2021)
| Miejsce | Osoba/Grupa               | Talent                 |
| ------- | ------------------------- | ---------------------- |
| 1.      | Krzysztof Jaros           | taniec                 |
| 2.      | Jagoda Piec               | taniec sportowy z psem |
| 3.      | Maja Kućko Mariusz Nguyen | akrobatyka powietrzna  |
| 4.      | Orkiestra Baczków         | orkiestra dęta         |
| 5.      | Duo Eyal & Julia          | akrobatyka sportowa    |
| 6.      | Fpytke                    | taniec                 |
| 7.      | Jordan Ogorzelski         | kalistenika            |
| 8.      | Dominika Krzymowska       | akrobatyka powietrzna  |
| 9.      | Trio KET                  | akrobatyka             |
| 10.     | Mariusz Bochniarz         | akrobatyka             |

### Czternasta edycja (2022)
| Miejsce | Osoba/Grupa                | Talent                |
| ------- | -------------------------- | --------------------- |
| 1.      | Miłosz Bachonko            | gra na akordeonie     |
| 2.      | Paweł Haczkur              | pole dance            |
| 3.      | Martyna Stawowy            | taniec                |
| 4.      | Laura Dziąba               | śpiew                 |
| 5.      | Waldemar Kukurowski        | triki na rowerze      |
| 6.      | Vanessa Kujawiak           | taniec                |
| 7.      | Paula Biskup               | śpiew                 |
| 8.      | Daria Umańska              | akrobatyka powietrzna |
| 9.      | Teatr Sztuka Ciała         | pantomima             |
| 10.     | Jadwiga Krowiak Sara Kreis | akrobatyka powietrzna |

### Piętnasta edycja (2024)
| Miejsce | Osoba/Grupa        | Talent     |
| ------- | ------------------ | ---------- |
| 1.      | Bartosz Wasilewski | rap        |
| 2.      | Filip Drogos       | akrobatyka |
| 3.      | Alicja Andrukajtis | sztuczki   |
| b.d     | Teo Tomczuk        | śpiew      |
| b.d     | Tymoteusz Sobczyk  | taniec     |
| b.d     | Nina Stec          | taniec     |
| b.d     | Michał Skubida     | iluzja     |
| b.d     | Olivia Hausner     | śpiew      |
| b.d     | Teddy's Army       | taniec     |
| b.d     | Oliwia Miś         | śpiew      |

### Szesnasta edycja (2025)
| Miejsce | Osoba/Grupa            | Talent              |
| ------- | ---------------------- | ------------------- |
| 1.      | Krystian Leśnik        | śpiew               |
| 2.      | Perfect team           | taniec              |
| 3.      | Diana Kwit             | arytmetyka mentalna |
| b.d     | Demeted                | zespół muzyczny     |
| b.d     | Slay                   | taniec              |
| b.d     | Angelina Fedorko       | akrobatyka          |
| b.d     | Liliana Urbańska       | taniec              |
| b.d     | Zenith Duo             | akrobatyka          |
| b.d     | Dawid Świstek "AryMan" | iluzja              |
| b.d     | Idol Clan              | taniec              |

## Produkcja
Globalnym właścicielem formatu Got Talent! jest brytyjska firma SYCO, założona przez pomysłodawcę programu Simona Cowella. Na jej licencji, producentem wykonawczym polskiej wersji lokalnej jest Fremantle, producentem – Katarzyna Szałańska, zaś reżyserem – Wojciech Iwański. Odcinki castingowe (do 12. edycji programu włącznie) realizowane były w wynajętych do tego celu budynkach znanych teatrów bądź oper w kilku miastach Polski. Ze względu na pandemię SARS-CoV-2, od 13. edycji programu realizacja odcinków castingowych odbywa się w hali zdjęciowej firmy Transcolor w podwarszawskich Szeligach. W tym samym miejscu realizowane są także odcinki półfinałowe i finałowe, emitowane na żywo.
Od 8 do 13 grudnia 2009 odbywała się trasa koncertowa Mam Talent. Na żywo w Lublinie, Poznaniu, Wrocławiu, Gdyni i Warszawie wystąpili wszyscy finaliści drugiej edycji programu, m.in. zwycięzca Marcin Wyrostek. Jako goście specjalni pojawili się Klaudia Kulawik, Paulina Lenda i Ssnake z finału pierwszej edycji. Koncerty we wszystkich pięciu miastach poprowadził Marcin Prokop.

## Talent vs Factor(2014)
27 września 2014 z okazji otwarcia Areny Lublin drużyny programów Mam talent! i X-Factor rywalizowały o tytuł lepszego talent show. W konkursie zwyciężyła drużyna Mam talent! z 54% zdobytych głosów od widzów telewizji TVN. Część pieniędzy ze sprzedaży biletów została przekazana na rzecz Kliniki Hematologii, Onkologii i Transplantologii Dziecięcej – Dziecięcego Szpitala Klinicznego w Lublinie.

## Nagrody i nominacje
| Rok  | Ceremonia       | Kategoria             | Odbiorca                        | Wynik     | Źródło |
| ---- | --------------- | --------------------- | ------------------------------- | --------- | ------ |
| 2009 | Telekamery 2009 | Program rozrywkowy    | program                         | Wygrana   | [ 32 ] |
| 2010 | Telekamery 2010 | Program rozrywkowy    | program                         | Wygrana   | [ 33 ] |
| 2011 | Telekamery 2011 | Program rozrywkowy    | program                         | Nominacja | [ 34 ] |
| 2011 | Telekamery 2011 | Rozrywka – osobowość  | Kuba Wojewódzki                 | Nominacja | [ 34 ] |
| 2012 | Telekamery 2012 | Juror                 | Robert Kozyra                   | Wygrana   | [ 35 ] |
| 2013 | Telekamery 2013 | Juror                 | Robert Kozyra                   | Wygrana   | [ 36 ] |
| 2014 | Telekamery 2014 | Program rozrywkowy    | program                         | Nominacja | [ 37 ] |
| 2014 | Telekamery 2014 | Juror                 | Agnieszka Chylińska             | Wygrana   | [ 37 ] |
| 2015 | Telekamery 2015 | Osobowość telewizyjna | Szymon Hołownia i Marcin Prokop | Nominacja | [ 38 ] |
| 2015 | Telekamery 2015 | Juror                 | Agnieszka Chylińska             | Wygrana   | [ 38 ] |
| 2016 | Telekamery 2016 | Program rozrywkowy    | program                         | Nominacja | [ 39 ] |
| 2016 | Telekamery 2016 | Juror                 | Agustin Egurrola                | Wygrana   | [ 39 ] |
| 2017 | Telekamery 2017 | Juror                 | Agustin Egurrola                | Wygrana   | [ 40 ] |
| 2018 | Telekamery 2018 | Juror                 | Agustin Egurrola                | Nominacja | [ 41 ] |
| 2019 | Telekamery 2019 | Program rozrywkowy    | program                         | Nominacja | [ 42 ] |
| 2019 | Telekamery 2019 | Juror                 | Agustin Egurrola                | Nominacja | [ 42 ] |